# Amir Ghalenoei

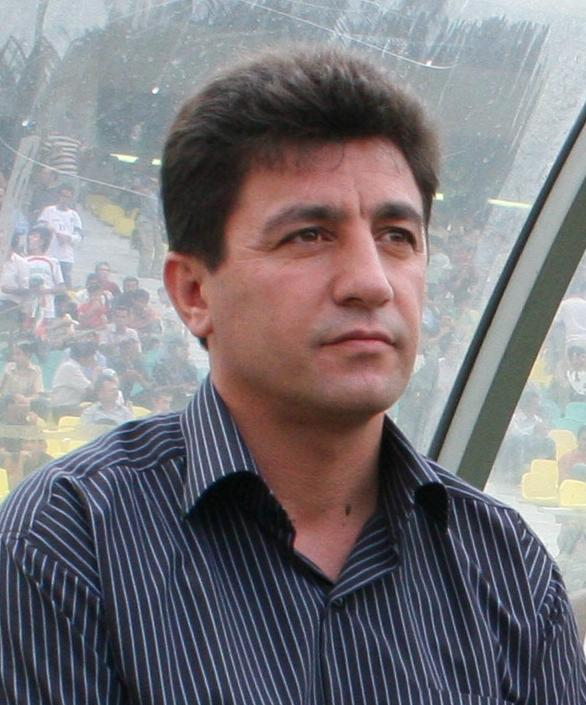
Ardashir Ghalenoei (2006)

Ardashir Ghalenoei oder Amir Ghalenoei (persisch امیر قلعه‌نویی; * 9. Juli 1963 in Teheran) ist ein ehemaliger iranischer Fußballspieler und derzeitiger -trainer. Er ist Cheftrainer vom Verein Zob Ahan Isfahan.

## Karriere als Trainer
In der Saison 2005/06 führte er den iranischen Verein Esteghlal Teheran, für den er einst gespielt hatte, zur Meisterschaft in der Iranian Pro League. Am 17. Juli 2007 wurde er als Nachfolger des Kroaten Branko Ivanković Nationaltrainer der iranischen Nationalmannschaft. Nach dem Viertelfinale im Asiencup 2007 schied Ghalenoei als Trainer aus.
Nach Verhandlungen mit dem usbekischen Meister FC Pakhtakor Taschkent unterschrieb er am 1. Januar 2008 einen Vertrag beim iranischen Verein Mes Kerman. 2008 kehrte er zum Esteghlal zurück und wiederholte seinen Erfolg von 2006. Nach seinem Wechsel zu Sepahan Isfahan wurde er mit diesem Klub zweimal in Folge Meister.

## Stationen als Spieler
- Rah Ahan (1984–1986)
- Shahin Bushehr (1986–1988)
- Al-Sadd (1988–1989)
- Esteghlal Teheran (1989–1995)

## Stationen als Trainer
- Bargh Teheran
- Keshavarz
- Esteghlal Ahvaz (2002)
- Esteghlal Teheran (2003–2006)
- Iran (2006–2007)
- Mes Kerman (2007–2008)
- Esteghlal Teheran (2008–2009)
- Sepahan Isfahan (2009–2011)
- Tractor Sazi Täbris (2011–2012)
- Esteghlal Teheran (2012–2014)
- Zob Ahan Isfahan (2017)

## Erfolge als Spieler
- Gewinner der Qatar Stars League 1989
- Gewinner der AFC Champions League 1989, 1990
- Gewinner Iranian Pro League 1990
- Finalist der AFC Champions League 1991
- Finalist im Hazfi Cup 1990

## Erfolge als Trainer
- Gewinner der Iranian Pro League 2006, 2009, 2010, 2011
- Gewinner des Hazfi Cup 2008